# Њиверце
Њиверце (словен. Njiverce) је насељено место у општини Кидричево, Подравска регија, Словенија.

## Историја
До територијалне реорганизације у Словенији било је у саставу старе општине Птуј.

## Становништво
У попису становништва из 2011. године, Њиверце је имало 682 становника.
| Број становника према пописима | Број становника према пописима | Број становника према пописима |
| ------------------------------ | ------------------------------ | ------------------------------ |
| 1991                           | 2002                           | 2011                           |
| 503                            | 602                            | 682                            |